# River Ashop
River Ashop är ett vattendrag i Storbritannien.   Det ligger i riksdelen England, i den södra delen av landet, 230 km nordväst om huvudstaden London.